# 盲僧琵琶
盲僧琵琶（もうそうびわ）とは、
- 盲人の琵琶法師。
- 上記による楽曲（声楽の琵琶楽）。語りもの音楽、また宗教音楽に属する[注釈 1]。
- 上記の語りの伴奏のために用いる琵琶[注釈 2]。（→ 琵琶#盲僧琵琶 参照）

## 概要

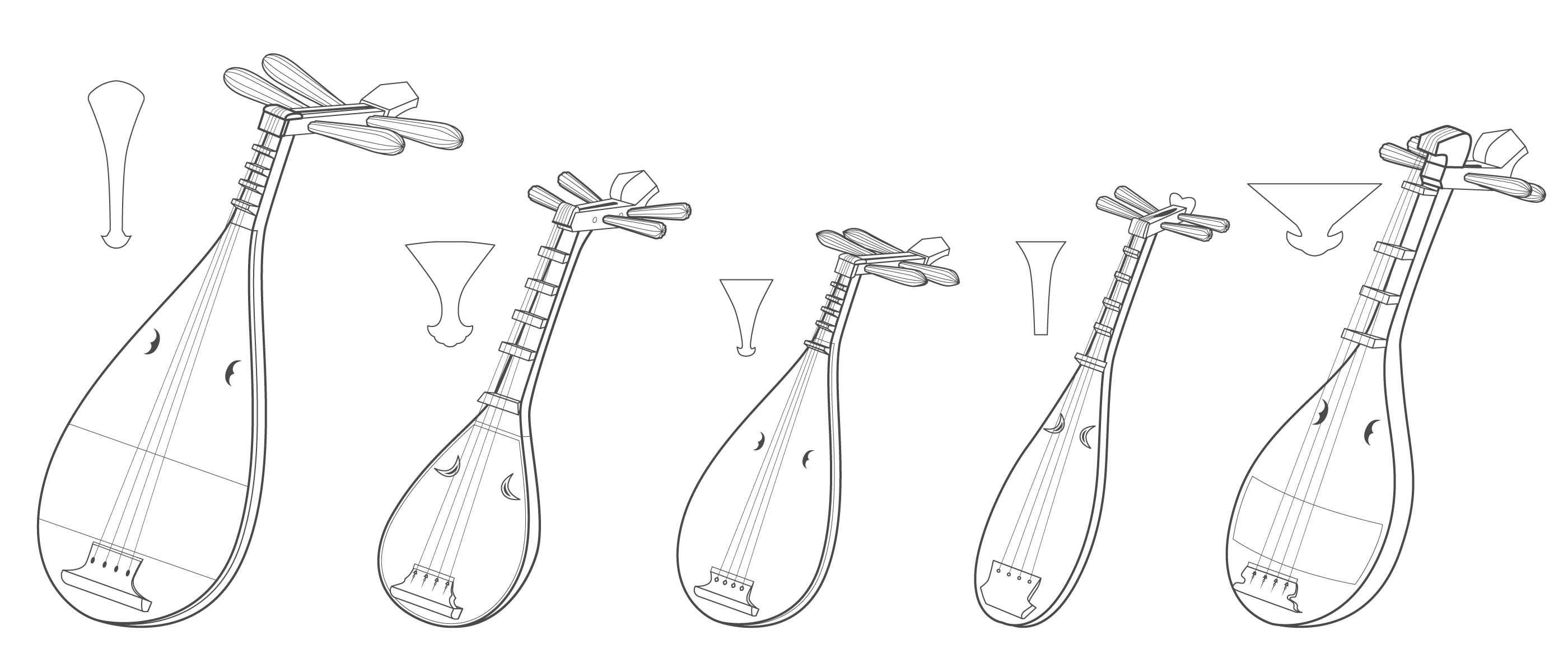
日本の琵琶。左から楽琵琶、筑前琵琶、平家琵琶、盲僧琵琶、薩摩琵琶。盲僧琵琶だけ極端に細身であることに注意

起源は、アジア大陸から古代の日本列島に渡来した盲人の琵琶法師であるといわれる。開祖は、17歳で失明した筑前の僧侶、玄清法印(766-823)とされる。

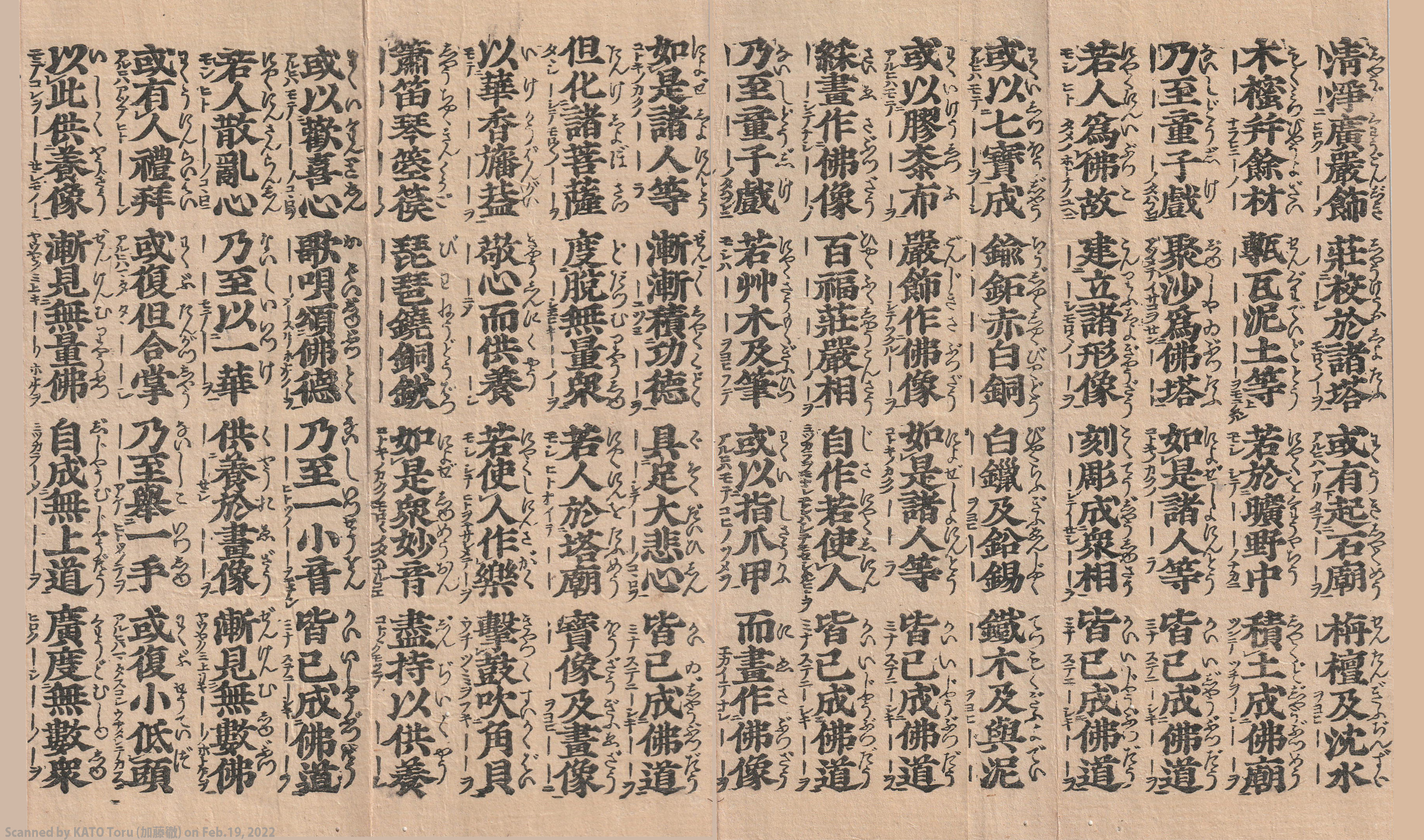
鳩摩羅什訳『妙法蓮華経』方便品第二の偈。琵琶などの楽器で美しい音楽を奏でて仏を供養すれば誰でも成仏できる、と「妙音成仏」を説く。

僧侶が琵琶を弾く理由は、鳩摩羅什訳『妙法蓮華経』方便品第二の偈に、琵琶その他の楽器を列挙し、これらの楽器や歌声で仏を供養すれば成仏できると「妙音成仏」の思想を説いていることをより所とする。
奈良時代に端を発し、盲僧（盲人僧侶）の組織が古い段階でかたちづくられた。盲僧琵琶は宗教音楽としてはじまり、盲僧は古くから琵琶の伴奏で経文を唱えていた。宗教を離れた娯楽的な語りもの音楽もあり、それは「くずれ」と称される。
後世、盲僧琵琶は、九州地方の薩摩国（鹿児島県）や筑前国（福岡県）を中心に伝えられたが、吉川英史は、輸入地であった筑前から中央に進出して京都にも盲僧組織があったのではないかと推定している。室町時代中期に薩摩盲僧から薩摩琵琶という武士の教養のための音楽がつくられ、しだいに語りもの的な形式を整えて内容を発展させてきた。芸術音楽としては薩摩琵琶が筑前琵琶よりも古いと考えられるが、宗教音楽としては、筑前盲僧琵琶が薩摩盲僧琵琶に先行する。
晴眼者の琵琶楽となった薩摩琵琶と、近世以降の三味線音楽の影響のもと明治20年代に筑前盲僧琵琶から筑前琵琶が派生した。筑前琵琶は、筑前盲僧琵琶から宗教性を脱していったもので、明治時代中期に女性を主たる対象とする家庭音楽として確立された。さらに、肥後琵琶については近年まで紹介がなされておらず、詳細は不明ながら、盲僧琵琶の一支流と考えられる。
京都を主たる活動の場としていた盲僧琵琶の影響の下、楽琵琶を導入し、また、声明音楽のなかの「講式」を採用して、いわば盲僧琵琶と雅楽琵琶を総合したのが、『平家物語』による音楽、すなわち「平曲」である。盲僧たちはそれぞれ地域に応じた組織を持ち、室町時代から江戸時代にかけては、平曲の盲人演奏家の組織である当道座とは対立したといわれる。